# Soudorgues
Soudorgues là một xã trong vùng Occitanie. Xã Soudorgues nằm ở khu vực có độ cao trung bình 600 mét trên mực nước biển.